# Кирххайм-унтер-Текк
Кирххайм-унтер-Текк (нем. Kirchheim unter Teck, алем. нем. Kirche) — город в Германии, районный центр, расположен в земле Баден-Вюртемберг.
Подчинён административному округу Штутгарт. Входит в состав района Эслинген. Население составляет 42 178 человек (на 31 декабря 2023 года). Занимает площадь 40,47 км². Официальный код — 08 1 16 033.
Город подразделяется на 4 городских района.